# Lillebror Nasenius
Lillebror Nasenius, né le 24 novembre 1940 et décédé le 8 avril 2006, est un ancien pilote de rallye suédois, ayant défendu les couleurs de la marque Opel.

## Biographie
Ce pilote participa au championnat d'Europe essentiellement de 1965 à 1967, ainsi qu'au championnat mondial des constructeurs de 1970 à 1972.

## Palmarès

### Titres
- Champion d'Europe des rallyes Groupe 1, en 1966 sur Opel Rekord B Sprint (copilotes Bengt Frodin et Fergus Sager);
- Champion de Suède des rallyes, en 1968 sur Opel Kadett[1];

### Podiums notables
- - 2e du Jämt Rallyt en 1968 (national);
  - 3e du rallye des Trois Cités (Munich-Vienne-Budapest) en 1966 (championnat d'Europe);
  - 3e du rallye de Suède en 1970 (1er du Groupe 3, copilote Björn Cederberg, Opel Kadett Rallye - championnat mondial FIA des constructeurs);
  - 3e du RAC rallye en 1970 (copilote Björn Cederberg, Opel Kadett Rallye - championnat mondial FIA des constructeurs);